# Mongolarachne
Mongolarachne jurassica (doslova "Jurský mongolský pavouk") byl druh velkého pavouka, žijícího v období střední jury (asi před 164 miliony let) na území dnešního Vnitřního Mongolska (autonomní oblast Číny). Fosilie byly objeveny otisknuté v jemnozrnných sopečných sedimentech a vykazují tak množství anatomických detailů, které by se jinak nedochovaly.

## Zařazení
Tento druh byl původně popsán jako Nephila jurassica a předpokládalo se, že patřil do čeledi křižákovitých v rámci podčeledi Nephilinae. Později se však ukázalo, že jde spíše o příslušníka kladu Orbiculariae, nepatřícího do zmíněné čeledi. To potvrdil detailní anatomický rozbor některých tělesných znaků například na chelicerách samečka. Bylo proto stanoveno nové rodové jméno Mongolarachne a zároveň i samostatná čeleď Mongolarachnidae, jejímž je tento rod jediným známým zástupcem.

## Rozměry
Mongolarachne je v současnosti největším známým fosilním pavoukem. Byly objeveny dva exempláře, menší sameček a větší samička. Její tělíčko měří na délku asi 24,6 milimetru a její nohy jsou dlouhé asi 56,5 mm. Sameček měl tělo dlouhé zhruba 16,5 mm. Tito pavouci tak byli podobně velcí jako někteří zástupci recentního rodu Nephila.